# Titanoceros cataxantha
Titanoceros cataxantha är en fjärilsart som beskrevs av Edward Meyrick 1884. Titanoceros cataxantha ingår i släktet Titanoceros och familjen mott. Inga underarter finns listade i Catalogue of Life.